# Ograda
Ograda es una comuna ubicada en el distrito de Ialomița, Rumania.

## Superficie
Cuenta con una superficie de 61,87 kilómetros cuadrados.

## Demografía
Hasta 2021 la población era de 2763 habitantes, con una densidad de población de 44,66 habitantes por kilómetro cuadrado.